# Vietnam Kennel Association
Vietnam Kennel Association (VKA) är Vietnams nationella kennelklubb. Den är associerad medlem i den internationella kennelfederationen Fédération Cynologique Internationale (FCI). Den är de vietnamesiska hundägarnas intresse- och riksorganisation och för nationell stambok över hundraser. Organisationen grundades 2008.